# 99503 이원철
99503 이원철(99503 Leewonchul, 2002 DB1)은 한국 천문학자인 전영범이 2002년 2월 16일, 보현산 천문대에서 발견한 소행성이다. 한국 천문학자 이원철의 이름을 따랐다.